# Errata (película)
Errata es una película argentina filmada en blanco y negro dirigida por Iván Vescovo sobre el guion de Fernando Regueira que se filmó en Buenos Aires durante 2012, la misma se estrenó en Argentina el 20 de febrero de 2014. Se trata de un drama policial en blanco y negro protagonizado por Nicolás Woller y Guadalupe Docampo.

## Sinopsis
Un mañana al despertar, Ulises (Nicolás Woller), se da cuenta de que su novia Alma (Guadalupe Docampo) no está, que ha desaparecido. A partir de ese momento él comienza una intensa búsqueda que lo lleva a vincularse con aspectos secretos y ocultos de la vida de su novia. El recuerdo persistente de los momentos que vivieron juntos le brinda algunas pistas que lo conducen a indagar sobre la vida de su profesor Viñas (Claudio Tolcachir) y su obsesión con un libro de Jorge Luis Borges. La repentina aparición de Bianca (Guadalupe Docampo), la hermana gemela de Alma, acelera las circunstancias que arrojan a Ulises a cometer un delito, en su desesperada búsqueda por encontrarla y tenerla en sus brazos nuevamente.

## Reparto
- Nicolás Woller ... Ulises
- Guadalupe Docampo ... Alma
- Claudio Tolcachir ... Viñas
- Vanesa González ... Albertina
- Arturo Goetz ... Oribe
- Boy Olmi ... Coleccionista
- Federico D'Elía ... James
- Martín Piroyansky ... Lucho
- Ezequiel Tronconi ... Pablo
- Abian Vain ... Barman
- Carla Quevedo  ... Modelo

## Taquilla
La película se estrenó el jueves 20 de febrero de 2014, y en sus dos primeros días fue vista por 307 espectadores, solo 29 espectadores menos que de su competencia directa, La Paz, ambos filmes nacionales. Luego, con el transcurso del sábado y domingo, la vieron 673 espectadores. Se esperaba que al terminar la semana fuera vista por 1000 personas aproximadamente, un muy buen número para una película que fue exhibida en muy pocas salas, pero no lo logró por poco, registrando 920 espectadores en sus primeros siete días.

## Comentarios
Alejandro Lingenti  escribió en La Nación:

”Hay más de un acierto en la ópera prima de Iván Vescovo. Lo que arranca como una historia de devaneos sentimentales entre jóvenes filmada en blanco negro con un estilo decididamente manierista termina convirtiéndose en un thriller entretenido, con un guion sólido que no deja cabos sueltos, a pesar de lo intrincado de la trama. En Errata, hay múltiples alusiones literarias (con Borges como referente principal) y reflexiones académicas, pero también engaños, planes exóticos, extorsiones y negocios ilegales, como suele exigir el policial negro... Vescovo va dosificando con inteligencia las distintas revelaciones que permiten al espectador reconstruir un rompecabezas visual armado sobre la base de precisos juegos con la temporalidad. Uno de los fuertes de la historia son los secundarios, resueltos con gracia y eficiencia por Arturo Goetz (su trabajo brilla), Vanesa González, Claudio Tolcachir, Martín Piroyanski, Federico D'Elía y Boy Olmi. Todos destilan convicción y un humor leve que no desbarranca en la caricatura. Suele ocurrir que las pequeñas participaciones de actores con experiencia en películas independientes queden desdibujadas, pero no es el caso, otro punto a favor del director. Es también muy buena la banda sonora de Bauer, grupo de post rock que ya había trabajado en Cíclope , de Iván Fund, pero su uso es desmesurado. Son demasiadas las escenas en las cuales la música irrumpe y copa la parada, en más de una oportunidad de manera innecesaria. Vinculando las típicas trampas del amor con otras más pedestres relacionadas con la ambición y el dinero, Vescovo enfrenta a su desprevenido y módico héroe a una encrucijada planteada por una mujer guiada por un axioma inescrupluso -"La culpa es una pérdida de tiempo, una excusa para los débiles"- y lo embarca en una pequeña odisea que, como toda experiencia vital, redundará en aprendizaje..”

Diego Brodersen opinó en Página 12:

”... pudo haber sido un interesante ejercicio de estilo en formato de corto o mediometraje. Con su metraje extendido...va resintiéndose hasta llegar a su eventual desenlace. El film es una cruza consciente del fantástico porteño (no casualmente las referencias a Borges son constantes y directas) y de una suerte de neo noir que no es sólo expresivo, gracias a la estilizada dirección de fotografía (cortesía de Emiliano Cativa), sino narrativo, a partir de una relectura del enigma detectivesco clásico...la odisea del protagonista se asemeja a un mal sueño, que el film no hace más que reafirmar en un tono enunciativo, evidencia del carácter pesadillesco de todo el asunto. Es ese uno de los problemas centrales de Errata, cuyo título hace mención a un simple error conceptual o de tecleo, pero al que le otorga características esotéricas e incluso metafísicas: la enfática insistencia en subrayar todas y cada una de las novedades de la historia con una puesta en escena gritona, que no deja lugar a ningún tipo de sutilezas o sugerencias.

No hay mucho que los actores puedan hacer en ese sentido, atados como están a diálogos poco atractivos y a una serie de encuadres que, en más de una ocasión, se acercan a un estilo cercano al diseño publicitario. A mitad de camino el film encuentra algunos logros sobre la base de la idea de variación en la repetición, que bien podrían estar justificadas por la febril y laberíntica fantasía de Ulises. Pero la aparición de un nuevo personaje femenino pone en marcha una serie de vueltas de tuerca que borran con el codo lo escrito con la mano, cambiando drásticamente el estricto punto de vista adoptado hasta ese momento y transformando a Errata en un derivado algo simplón de las películas de timadores timados.”